# Leochares

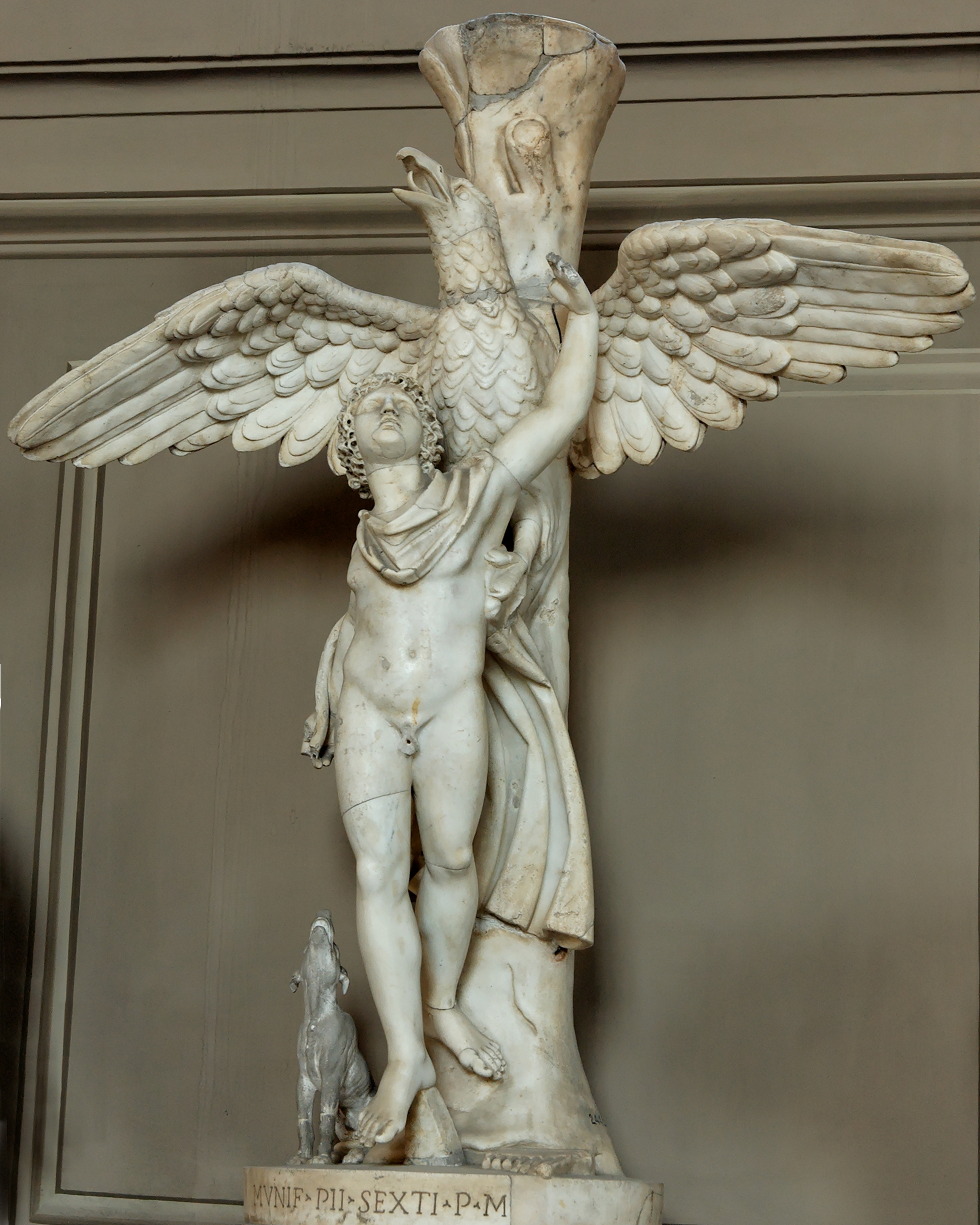
Romeinse kopie van het beeld van Ganymedes

Leochares was een Atheens beeldhouwer uit de 4e eeuw v.Chr. 
Rond 350 v.Chr. leverde hij een belangrijk aandeel aan de versiering van het Mausoleum van Halicarnassus. Hij vervaardigde talrijke godenbeelden en portretten, waaronder een portret van Isocrates en het beeld van Apollo in de Tempel van Apollo Patroös in Athene. Na de Slag bij Chaeronea (338 v.Chr.) ging hij werken voor het Macedonische vorstenhuis. 
Beroemd was zijn bronzen beeld van Ganymedes, de wijnschenker van de goden op de Olympus. Het origineel van de beroemde Apollo van Belvedère (in de Vaticaanse musea te Rome) wordt aan hem toegeschreven.
- Gemeinsame Normdatei: 118779532
- Nationale Bibliotheek van Polen: a0000002277152
- Union List of Artist Names: 500092954
- Virtual International Authority File: 96361689